# FC Jirama Antsirabe
Football Club Jirama de Antsirabe w skrócie FC Jirama Antsirabe – madagaskarski klub piłkarski z siedzibą w Antsirabe, występujący niegdyś w pierwszej lidze madagaskarskiej.

## Występy w afrykańskich pucharach
| Sezon | Rozgrywki  | Runda | Kraj     | Klub                        | Dom | Wyjazd | Dwumecz |
| ----- | ---------- | ----- | -------- | --------------------------- | --- | ------ | ------- |
| 2001  | Puchar CAF | 1     | Mozambik | Clube Ferroviário de Maputo | 0–3 | 2–3    | 2–6     |

## Stadion
Domowe mecze klub rozgrywa na stadionie o nazwie Stade Vélodrome w Antsirabe,  który może pomieścić 5000 widzów.